# Nekrolog 1602
Nekrolog
◄◄
| ◄
| 1598
| 1599
| 1600
| 1601
| 1602 | 1603 | 1604 | 1605 | 1606 | ► | ►►
Weitere Ereignisse | Allgemeiner Nekrolog 1602
Die Beschreibung der verstorbenen Person sollte so kurz wie möglich gehalten sein und nur deren signifikante Tätigkeit(en) enthalten.
Neue Namen ggf. auch unter dem Geburts- und Sterbedatum, also etwa unter 1. Januar und im Geburts- und Sterbejahr (2024) eintragen (nur bei entsprechender großer Wichtigkeit). Für Beispiele siehe die schon vorhandenen Artikel.
Außerdem über die fünf zuletzt Verstorbenen, zu denen es einen ausreichend guten Artikel für eine Präsentation auf der Hauptseite gibt, nach der todesbedingten Überarbeitung der Artikel ggf. auch unter Wikipedia Diskussion:Hauptseite informieren und sie am besten auch in den anderen Wikipedia-Sprachversionen eintragen. Tipp: Regelmäßig bei news.google.de nach „ist tot“, „gestorben“ oder „verstorben“ suchen.
Wenn eine Person gestorben ist, gibt es viele Seiten zu dieser Person in der Wikipedia, die davon auch betroffen sind und entsprechend aktualisiert werden müssen. Beispiele: Namenübersichtsseite, Geburtsjahr, Geburtsort-Seiten und viele mehr.
Wie finde ich die betroffenen Seiten?
Im Suchfeld auf der linken Seite gibt man den Suchbegriff so ein: „Vorname Nachname“. Dann klickt man auf Volltext und alle Seiten mit entsprechendem Suchtext werden aufgerufen. Hier sieht man dann schnell, wo auch das Todesjahr Sinn macht oder sogar ein Teil des Artikels angepasst werden muss. Auch hilft das „Werkzeug“ auf der linken Seite sehr gut, um solche Seiten aufzufinden: „Links auf diese Seite“. Somit ist die Wikipedia wieder aktuell in allen Bereichen! Hinweis: bei Eintragung der Kategorie „Gestorben JAHR“ wird der Missbrauchsfilter 49 ausgelöst, was jedoch nicht schlimm ist. Siehe: Spezial:Missbrauchsfilter/49
Dies ist eine Liste von im Jahr 1602 verstorbenen bekannten Persönlichkeiten. Die Einträge erfolgen innerhalb der einzelnen Daten alphabetisch sortiert. Tiere sind im Nekrolog für Tiere zu finden.

## Januar
| Tag        | Name                       | Beruf, bekannt als                                    | Alter | Beleg |
| ---------- | -------------------------- | ----------------------------------------------------- | ----- | ----- |
| 6. Januar  | Andreas Raselius           | deutscher Komponist                                   |       |       |
| 10. Januar | Daniel Tossanus der Ältere | deutscher reformierter Theologe                       | 60    |       |
| 16. Januar | Petrus Edeling             | deutscher Theologe, Superintendent des Bistums Cammin |       |       |
| 21. Januar | Elia Castello              | österreichischer Maler                                |       |       |
| 27. Januar | Marco Pedacca              | italienischer römisch-katholischer Bischof            |       |       |
| Januar     | Claude Fauchet             | französischer Historiker, Mediävist und Romanist      | 71    |       |

## Februar
| Tag         | Name                           | Beruf, bekannt als                                                                                           | Alter | Beleg |
| ----------- | ------------------------------ | --- | ----- | ----- |
| 2. Februar  | Jakob Jehle                    | deutscher Freskant und Wandmaler                                                                             |       |       |
| 2. Februar  | David Peifer                   | deutscher Jurist, Hofrat, kursächsischer Kanzler unter Christian I. und Christian II., Publizist und Dichter | 72    |       |
| 3. Februar  | Paul Melissus                  | deutscher Schriftsteller, Übersetzer und Komponist                                                           | 62    |       |
| 3. Februar  | Martin Ruland der Ältere       | deutscher Arzt und Alchemist                                                                                 |       |       |
| 13. Februar | Giulio Cesare Riccardi         | Bischof von Bari und Nuntius von Savoyen                                                                     |       |       |
| 16. Februar | Wolfgang Harder                | deutscher evangelischer Theologe                                                                             | 79    |       |
| 19. Februar | Philippe-Emmanuel de Lorraine  | französischer Heerführer der Hugenottenkriege                                                                | 43    |       |
| 26. Februar | Anarg Friedrich von Wildenfels | sächsischer Hochschullehrer, Rektor der Universität Jena und Besitzer der Herrschaft Wildenfels              |       |       |

## März
| Tag      | Name                 | Beruf, bekannt als                                                 | Alter | Beleg |
| -------- | -------------------- | ------------------------------------------------------------------ | ----- | ----- |
| 8. März  | Joachim vom Berge    | deutscher Diplomat und Staatsmann                                  | 75    |       |
| 11. März | Emilio de’ Cavalieri | italienischer Komponist, Organist, Diplomat, Choreograf und Tänzer |       |       |
| 12. März | Philipp IV.          | Graf von Nassau-Weilburg, Saarbrücken und Saarwerden; Reformator   | 59    |       |
| 17. März | Johannes Albinus     | deutscher Rechtswissenschaftler                                    |       |       |
| 22. März | Agostino Carracci    | italienischer Maler und Kupferstecher                              | 44    |       |
| 25. März | Joachim Friedrich    | Herzog von Liegnitz, Brieg, Ohlau und Wohlau                       | 51    |       |
| 29. März | Johann Casimir       | Begründer der Linie Nassau-Gleiberg                                | 24    |       |

## April
| Tag       | Name                         | Beruf, bekannt als                              | Alter | Beleg |
| --------- | ---------------------------- | ----------------------------------------------- | ----- | ----- |
| 10. April | Amalia von Neuenahr-Alpen    | Kurfürstin von der Pfalz und Gräfin von Limburg | 63    |       |
| 12. April | Albert de Gondi, duc de Retz | französischer Heerführer                        | 79    |       |
| 12. April | Nikolaus von Reusner         | Rechtswissenschaftler                           | 57    |       |
| 16. April | Antonmaria Salviati          | italienischer Kardinal der Römischen Kirche     | 65    |       |
| 19. April | Jan Abramowicz               | Wojewode der Woiwodschaft Minsk und Smolensk    |       |       |
| 20. April | Johann Streitberger          | deutscher Theologe                              | 84    |       |

## Mai
| Tag     | Name                   | Beruf, bekannt als                                                                         | Alter | Beleg |
| ------- | ---------------------- | ------------------------------------------------------------------------------------------ | ----- | ----- |
| 6. Mai  | Li Zhi                 | chinesischer Philosoph und Beamter                                                         | 74    |       |
| 17. Mai | Jürgen von Fahrensbach | livländischer Feldherr                                                                     |       |       |
| 22. Mai | Renata von Lothringen  | Tochter von Herzog Franz I. von Lothringen, Prinzessin von Lothringen, Herzogin von Bayern | 58    |       |
| 23. Mai | Balthasar Köller       | Hauptmann, Verbitter und Klosterpropst zu Uetersen                                         |       |       |
| 27. Mai | Jan Brandt             | polnischer Theologe und Komponist                                                          |       |       |

## Juni
| Tag      | Name                    | Beruf, bekannt als                                       | Alter | Beleg |
| -------- | ----------------------- | -------------------------------------------------------- | ----- | ----- |
| 7. Juni  | Giulio Antonio Santorio | Kardinal der römisch-katholischen Kirche, Großinquisitor | 70    |       |
| 19. Juni | Daniel Zierenberg       | Bürgermeister von Danzig                                 |       |       |
| 29. Juni | Bonaventura Hahn        | Bischof von Breslau                                      |       |       |

## Juli
| Tag      | Name                             | Beruf, bekannt als                                                              | Alter | Beleg |
| -------- | -------------------------------- | ------------------------------------------------------------------------------- | ----- | ----- |
| 4. Juli  | Anna zu Mecklenburg              | mecklenburgische Prinzessin und durch Heirat Herzogin von Kurland und Semgallen | 68    |       |
| 10. Juli | Henni Arneken                    | Bürgermeister der Altstadt Hildesheim                                           | 63    |       |
| 15. Juli | Jean Taffin                      | niederländischer Calvinist                                                      |       |       |
| 17. Juli | Friedrich Wilhelm I.             | Herzog von Sachsen-Weimar, Kuradministrator von Sachsen                         | 40    |       |
| 31. Juli | Charles de Gontaut, duc de Biron | französischer Heerführer und Diplomat, Marschall von Frankreich                 |       |       |

## August
| Tag        | Name                      | Beruf, bekannt als                                | Alter | Beleg |
| ---------- | ------------------------- | ------------------------------------------------- | ----- | ----- |
| 29. August | Sebastian Fabian Klonowic | polnischer Satiriker                              |       |       |
| 30. August | Johann Esich              | deutscher Pädagoge, Prediger und Historiker       |       |       |
| August     | Abu 'l-Fazl               | Chronist und Historiograf im indischen Mogulreich |       |       |

## September
| Tag           | Name                              | Beruf, bekannt als                                                | Alter | Beleg |
| ------------- | --------------------------------- | ----------------------------------------------------------------- | ----- | ----- |
| 7. September  | Lucas Schickhardt                 | württembergischer Schreiner                                       | 42    |       |
| 11. September | Sebastian Artomedes               | evangelischer Theologe und Kirchenliederdichter                   |       |       |
| 12. September | Andreas von Rauchbar              | deutscher Rechtsgelehrter                                         |       |       |
| 13. September | Vittoria Farnese                  | Herzogin von Urbino (1548–1574)                                   |       |       |
| 14. September | Caspar Clee                       | deutscher Philologe, Ethnologe und Historiker                     |       |       |
| 14. September | Jean Passerat                     | französischer Schriftsteller und Lyriker                          | 67    |       |
| 17. September | Claude de Granier                 | savoyardischer römisch-katholischer Geistlicher, Bischof von Genf |       |       |
| 18. September | Abraham Memmius                   | deutscher Mediziner                                               | 37    |       |
| 22. September | Tommaso Laureti                   | italienischer Maler                                               |       |       |
| 25. September | Caspar Peucer                     | deutsch-sorbischer Humanist                                       | 77    |       |
| 27. September | Peter Rantzau                     | dänischer Berater des dänischen Königs                            |       |       |
| 30. September | Katharina von Brandenburg-Küstrin | Tochter des Markgrafen Johann von Küstrin                         | 53    |       |

## Oktober
| Tag         | Name                      | Beruf, bekannt als                                         | Alter | Beleg |
| ----------- | ------------------------- | ---------------------------------------------------------- | ----- | ----- |
| 7. Oktober  | Thomas Schweicker         | deutscher, armloser Kunstschreiber                         | 60    |       |
| 10. Oktober | Georg Nigrinus der Ältere | deutscher lutherischer Theologe und Geistlicher            | 72    |       |
| 11. Oktober | Hans Jakob Löbl           | Landeshauptmann ob der Enns                                |       |       |
| 13. Oktober | Franz Junius der Ältere   | reformierter Theologe                                      | 57    |       |
| 21. Oktober | Hedwig von Brandenburg    | Herzogin von Braunschweig-Wolfenbüttel                     | 62    |       |
| 22. Oktober | William Perkins           | englischer puritanischer Theologe                          |       |       |
| 30. Oktober | Jean-Jacques Boissard     | französischer Antiquitätensammler und lateinischer Dichter |       |       |
| Oktober     | Thomas Morley             | englischer Komponist                                       |       |       |

## November
| Tag          | Name                   | Beruf, bekannt als                              | Alter | Beleg |
| ------------ | ---------------------- | ----------------------------------------------- | ----- | ----- |
| 7. November  | Wilhelm Hoen           | deutscher Magister, Pädagoge und Stadtschreiber |       |       |
| 21. November | Bastian Kröß           | Dresdner Ratsherr und Bürgermeister             |       |       |
| 23. November | Agnes zu Solms-Laubach | Landgräfin von Hessen-Kassel                    | 24    |       |
| 30. November | Johannes Ferinarius    | deutscher Pädagoge und lutherischer Theologe    | 68    |       |

## Dezember
| Tag          | Name                        | Beruf, bekannt als                             | Alter | Beleg |
| ------------ | --------------------------- | ---------------------------------------------- | ----- | ----- |
| 29. Dezember | Jacopo Corsi                | italienischer Unternehmer, Mäzen und Komponist | 41    |       |
| Dezember     | Antonio Covarrubias y Leyva | spanischer Jurist und Humanist                 |       |       |

## Datum unbekannt
| Tag | Name                | Beruf, bekannt als                                                                        | Alter | Beleg |
| --- | ------------------- | ----------------------------------------------------------------------------------------- | ----- | ----- |
|     | Reinhold Anrep      | estländischer Landrat und schwedischer Feldmarschall                                      |       |       |
|     | Jean Battier        | Basler Seidenhändler                                                                      |       |       |
|     | Johannes Bretke     | evangelischer Pastor in Klein-Litauen und Förderer der Litauischen Sprache                |       |       |
|     | Pietro Faccini      | italienischer Maler, Zeichner und Kupferstecher                                           |       |       |
|     | Ambrosius Froben    | Schweizer Verleger                                                                        |       |       |
|     | Juan de Fuca        | griechischer Seefahrer im Dienste Spaniens                                                |       |       |
|     | Jógvan Heinason     | Løgmaður (damals eine Art Landrichter) der Färöer                                         |       |       |
|     | Anthony Holborne    | englischer Komponist von Consort-Musik                                                    |       |       |
|     | Jan Łasicki         | polnischer Historiker und Theologe                                                        |       |       |
|     | Claus Midow         | deutscher Steinmetz und Bildhauer                                                         |       |       |
|     | Heino von Pfuel     | Oberst im Dienst des Kurfürsten Johann Georg von Brandenburg                              |       |       |
|     | Jean Pithou         | französischer Anwalt und Autor                                                            |       |       |
|     | Giacomo della Porta | italienischer Architekt und Bildhauer                                                     |       |       |
|     | Simon Simonius      | italienischer Mediziner                                                                   |       |       |
|     | Bernhard Textor     | reformierter Theologe                                                                     |       |       |
|     | Trashi Tobgyel      | Geistlicher der Nyingma-Schule des tibetischen Buddhismus, Meister der Nördlichen Schätze |       |       |
|     | Archange Tuccarro   | italienischer Berufsakrobat und Autor                                                     |       |       |
|     | Cipriano de Valera  | spanischer Protestant                                                                     |       |       |
|     | Matthäus Waissel    | deutscher Pfarrer, Lautenist und Schriftsteller                                           |       |       |